# U 573
U 573 war ein U-Boot vom Typ VII C, das im Zweiten Weltkrieg von der deutschen Kriegsmarine eingesetzt wurde.

## Geschichte
Der Auftrag für das Boot wurde am 24. Oktober 1939 an Blohm & Voss, Hamburg vergeben. Die Kiellegung erfolgte am 8. Juni 1940 und der Stapellauf im April 1941. Die Indienststellung unter Kapitänleutnant Heinrich Heinsohn fand am 5. Juni 1941 statt.
U 573 unternahm während seiner Dienstzeit vier Unternehmungen, auf denen ein Schiff versenkt wurde.

## Einsatzstatistik
| Feindfahrt | Auslaufhafen  | Datum              | Einlaufhafen  | Rückkehr          | Kommandant                        | Versenkungen               |
| ---------- | ------------- | ------------------ | ------------- | ----------------- | --------------------------------- | -------------------------- |
| 1.         | Kiel          | 27. September 1941 | Saint-Nazaire | 15. November 1941 | Kapitänleutnant Heinrich Heinsohn |                            |
| 2.         | Saint-Nazaire | 7. Dezember 1941   | Pola          | 30. Dezember 1941 | Kptlt. Heinrich Heinsohn          | - Hellen (5289 BRT) (Lage) |
| 3.         | Pola          | 2. Februar 1942    | Pola          | 6. März 1942      | Kptlt. Heinrich Heinsohn          |                            |
| 4.         | Pola          | 19. April 1942     | Cartagena     | 2. Mai 1942       | Kptlt. Heinrich Heinsohn          |                            |

## Verbleib
Am 29. April 1942 wurde U 573 von einem Flugzeug der RAF nordwestlich von Algier auf der Position 37° 0′ N, 1° 0′ W mit Wasserbomben angegriffen. Das Boot wurde mit drei Wasserbomben belegt, von denen eine traf. Zwei Weitere detonierten in etwa zehn Metern Entfernung. Ein Mann kam dabei ums Leben. Das Boot versuchte zu tauchen, doch die kreisende Hudson konnte beobachten, dass es unmittelbar innerhalb einer auftreibenden Öllache wieder zum Vorschein kam. Aus dem Turm quoll dichter Rauch und einige Besatzungsmitglieder erschienen an Oberdeck und hoben die Hände. Die Hudson stellte ihre Angriffe ein, musste allerdings nach einer halben Stunde abdrehen, wegen Treibstoffmangels die Beobachtung aufgeben und zu ihrem Stützpunkt zurückkehren. So konnte sich U 573 schwer beschädigt nach Cartagena in Spanien retten, wo es am 2. Mai 1942 eintraf. Die spanischen Behörden bewilligten eine Frist von drei Monaten zur Reparatur, was zu mehreren starken Protesten der britischen Botschaft in Madrid führte. Da das Boot auf Grund seiner schweren Schäden in dieser Zeit nicht repariert werden konnte, wurde es an Spanien zum Preis von 1.500.000 Reichsmark verkauft und von Spanien einen Tag vor Ablauf der Frist für die Reparatur am 2. August 1942 als S-01 übernommen.
1947 lief es nach seiner Reparatur wieder aus und wurde 1970 außer Dienst gestellt und für 3.334.751 Pesetas versteigert. Trotz Bemühungen, es als ein Museum zu sichern, wurde es 1971 abgewrackt.
Kptlt. Heinsohn kehrte im März 1943 nach Deutschland zurück und übernahm U 438. Das Boot wurde am 6. Mai 1943 durch einen Wasserbombenangriff versenkt, die gesamte Besatzung kam dabei ums Leben.

## Trivia
U 573 ist das im deutschen Nachkriegs-Spielfilm U 47 – Kapitänleutnant Prien gezeigte U-Boot – zur Zeit der Dreharbeiten das spanische Boot G 7.